# 桃組プラス戦記
『桃組プラス戦記』（ももぐみぷらすせんき）は左近堂絵里による日本の漫画作品。『月刊Asuka』（角川書店）にて2005年5月号から連載開始。同誌2017年10月号まで掲載後、2017年10月24日よりwebコミック誌『コミックNewtype』（KADOKAWA）へ移籍になった。第20巻時点で累計160万部を突破している。
日本童話の体裁をとった学園アクション要素のある人情コメディ漫画である。『月刊Asuka』2006年8・9月号と11月号からはドラマCD応募者全員サービス・通販がスタートした。
『月刊Asuka』2009年1月号には録りおろしドラマCD「犬の戌たる奮闘記ノ章」が封入された。
2016年2月に桃組プラス戦記イラスト集「八彩」が発売された。

## あらすじ
謎の超マンモス学校・私立愛譚学園（しりつあいたんがくえん）に転校してきたトラブル吸引体質の桃園祐喜（ももぞのゆうき）は、転校早々、日本昔話「桃太郎」の生まれ変わりだと告げられる。しかも前世で退治した鬼の呪いをとかなければ18歳までに死んでしまうという事実が発覚する。18歳までにすべての鬼の呪いを解き、自らの幸せを取り戻すことを決意する。

## 登場人物
声優はドラマCD版。

### 桃太郎
桃園 祐喜（ももぞの ゆうき）
声 - 皆川純子
愛譚学園高等部普通科1年。16歳。この物語の主人公で日本昔話「桃太郎」のモデルになった退鬼師の生まれ変わり。
7匹の鬼にかけられてしまった呪いにより、あらゆる災厄を引き寄せてしまう、超トラブル吸引体質である。この体質のせいで、彼の傍にいた人間にも被害が及び、幼い頃から疫病神とも言われてしまっていた。そのせいで友達を作ることを諦めていたが、雪代たちとの出会いによって、体質改善し、友達を作るべく呪いを解くことに努力する。また幼い頃からの体質であるため、小さなトラブルは簡単にかわしており、身体能力は高い方と思われている（雅彦と体質を入れ替えた時）。また桜鬼を攻略した際に、忌憑き太夫（当時の桃太郎）より力を2倍にしてもらうが、体質も2倍になってしまい、後に金色羊の羊原と契約を交わすまで体質が全く抑えられなかった。
鬼美によると、今までに生まれ変わった「桃太郎」たちの中で1番早く視覚が覚醒し、「桃太郎」の役者が初代以来すべて揃っている。
前世で退治した7匹の鬼の呪いをとかなければ18歳までに死んでしまう。18巻現在は紅、裏葉、宵藍、桔梗、鴇羽を攻略済みで、残りの鬼は2匹。コミックス4巻時点までで判明しているのは飛んできた野球ボールに当たらなくなること。それ以外にも攻略の代価により体質は軽減されてきている。
覚醒具は「鬼美弾護」。本来は刀の形をしているのだが、祐喜にあわせて現代の日用品（中にはそうに見えないものもあるが）の姿をしている。最初は学校の購買部に売られている100円のシャーペンの形をしており、こうもり傘、魔女っ子ステッキ、一辺5cmの立方体の箱、そして巨大な裁ち鋏へと変貌を遂げた。
今のところ覚醒しているのは（分かっている範囲で）「視覚」と「聴覚」。
父親は既に他界している模様。母親は申の前代の正獣基（名前は「高猿寺猩花」）で咲羽とは従兄弟。
少年祐喜
祐喜の心を守る謎の少年。祐喜の「深層意識(こころのなか)」にいる少年で、ネガティヴの化身「心のトゲ」（放っておくと増えすぎて心が壊れる）を狩り取り、祐喜の心の健康を守るのが仕事であるらしい。祐喜の心の中にあるロボットのようなものがある限り、少年は祐喜の心を守るという約束をしているらしいが、祐喜本人は覚えていない。
また、祐喜が起きている時に出てくる少年が意地悪なのは、祐喜が無意識にストッパーとして使っているから、らしい。
その素顔は、涅人の双児の兄で白の鬼「白霓」。
雉乃木 雪代（きじのき ゆきしろ）
声 - 後藤沙緒里
愛譚学園高等部国文科1年。16歳。獣基の紅一点。桃太郎の3匹のお供の一人・雉（きじ）のモデルとなった人物の子孫。
3人の中で一番獣基としての血が濃く、それゆえに最初に覚醒する。祐喜を最初に発見したのも彼女である。幼い頃に覚醒したため、桃太郎のために強くなるといってリレーで一等賞を取ったり、桃太郎の劇を見ると感動したりと、桃太郎一筋であった。3人の獣基達は幼馴染で、幼稚舎の頃から一緒であった。よく鼻血を吹くため、美少女が台無し。祐喜が転校してくるまでは自宅通学していたらしいが、祐喜を追って学生寮に入っている。
人間の血が混ざっている猿や戌の家とは違って、雉の家は今なお純血を貫いているため、獣基の出生率が非常に悪く、雪代は60年ぶりに生まれた雉の獣基。獣基であった曾祖母で現雉乃木家当主・風代から、あらゆるエリート教育を受けて育てられたため、上品な所作や丁寧な言葉遣いはその教育の賜物。
酉（とり）の覚醒具・螺鈿（らでん）を持つ。普段は後ろ頭につけている。
高猿寺 咲羽（こうえんじ さわ）
声 - 寺島拓篤
愛譚学園高等部体育科1年。16歳。桃太郎の3匹のお供の一人・猿（さる）のモデルとなった人物の子孫。裕喜の従兄弟。
3人の中で2番目に覚醒し、一番攻撃力が高い。「犬猿の仲」という諺にある通り、雅彦とはあまり仲がよくない（一方的に酷い扱いをしているように見られる）。
ケンカっ早い性格をしているが、3基の中では祐喜を呼び捨てにしたり、祐喜に呪いの解除を前向きに考えさせたりと友達思い。ただ、自分の家庭事情はあまり話さず、長いこと家に帰っていないらしい（3基の中でも元から学生寮だった）。祐喜とは実の従兄弟関係にあり、叔父は祐喜の担任である高円寺先生である。姫こと桜子とは強化合宿の際に鬼ごっこ、バーベキュー等で凄まじい戦いを繰り広げた。中等部3年の頃は、髪が腰辺りまであった。そして、よく覚醒具を付けて喧嘩をしていた（第1巻番外編より）。また同じ体育科の笑男とは仲が悪い様子。
その正体は黄鬼の片割れ。黄鬼戦での「だるまさんがころんだ」の後にそのことが明らかになった。
申（さる）の覚醒具・紅蓮（ぐれん）を持つ。今代の正獣基。
犬飼 雅彦（いぬかい まさひこ）
声 - 岸尾だいすけ
愛譚学園高等部理数科1年。16歳。桃太郎の3匹のお供の一人・戌（いぬ）のモデルとなった人物の子孫。
3人の中で最後（咲羽より2日遅れ）に覚醒する。丁寧な物腰だが、祐喜のこととなると我が身を投げ打ってでも彼を守ろうとする。
3基の中ではいじられ役だが、本人はあまり気にしていない（むしろいじめられて喜ぶ性格らしい）。こんな性格のため、出番の割りにインパクトが薄い、と単行本第1巻の描き下ろしネタは全部彼のことが書かれている。3基の中では唯一自宅通学（本当は寮に入りたいらしいが、家を出ることができない小心者）。
戌（いぬ）の覚醒具・牙厳（がげん）を持つ。
鬼美（きび）
声 - 遊佐浩二
桃太郎が持っている覚醒具「鬼美弾護（きびだんご）」の核的存在。この剣は桃太郎のために成長する。鬼の呪いを解いたことで覚醒具の形も変わるが、元の姿に戻る事も出来る。シャーペンの姿の時に具現化して学ランを着ていた。口調はどことなく京都弁。
最初は購買部に販売されている100円の普通のシャープペンの姿をしており、緑鬼の呪いを解いて300円のこうもり傘、青鬼の呪いを解いて1000円の魔女っ子的なステッキ、紫鬼の呪いを解いて一辺5cmの立方体、桜鬼の呪いを解いて巨大な裁ち鋏に変化した。
前の桃太郎の生まれ変わりから打ち直され、16年後に姿を見せる。
シャープペンは詰襟、こうもり傘は吸血鬼風、ステッキは魔女っ娘風、裁ち鋏はシザーハンズ風の拘束具と服装や髪型も変わっていく。魔女っ子の姿は気に入っているらしい。なお立方体の時は何をしても（雪代が上空から落とす等）顔だけしか出せなかった。
川原 涼一（かわはら りょういち）
声 - 緑川光
愛譚学園高等部家政科2年。17歳。桃太郎のお婆さんの生まれ変わり。
性別が逆転して生まれ変わってしまい、それゆえ物腰もどことなく女性っぽくなっている（彼自身はれっきとした男性）。祐喜にとっては前世の養母にあたる（男性だが）。
現代最高峰の縫い物のプロ「細工縫術師」であり、家政科の先生・機美鶴先生の一番弟子。非常に速いスピードで縫い物を仕上げる。姫こと桜子が尊敬している先輩の一人。ただの体育祭で幻の術・縫術演式「猪・鹿・蝶」の蝶式（猪式はパワー強化、鹿式はスピード強化、蝶式は空間強化）を発動したことも。
柴浦 清子（しばうら きよこ）
声 - 生天目仁美
愛譚学園高等部農業科2年。17歳。桃太郎のお爺さんの生まれ変わり。
涼一と同じく性別逆転している。見た目は美少女、しかし口調や行動等は男前。ゴツイ男子生徒の多い農業科を率いている女子生徒。祐喜にとっては前世の養父にあたるため、「じいさん」と呼ばれている。
涼一と同じく、桜子が尊敬している先輩。涼一とは現世でも恋人同士らしい（体育祭では夫婦と断言していた）。
農業科全員が育てた野菜を呼び捨てにせず「トマトちゃん」などと称しており、農業科生徒がトマトを育てようと提案した時、「夢が小せえぞバカヤロウ！今回はジューシィなメロンちゃんでいくぜ!!」と発言していた。

### 一寸法師
椀野 針也（わんの しんや）
声 - 冬馬由美
愛譚学園高等部国文科1年。16歳。「一寸法師」のモデルになった退鬼師の生まれ変わり。20歳までに3匹の鬼を倒さないとこの先一生背が伸びない。現在の身長は148cmであり、よく小学生に間違えられる。裕喜には「一寸」と呼ばれている。国語と古文以外の科目は苦手。
祐喜のように獣基はおらず、雪代と同じクラス。赤鬼をクリアした祐喜に近づき、彼の攻略方法を教わる。鬼は一代につき一色に1人しか存在しないため、呪いをかけられた鬼は祐喜と同じであり、共に共同戦線を張る。ちなみに、呪いをかけられた鬼は今のところ、赤鬼と紫鬼であることが判明している。お昼のお弁当メンバーにも加わった。
他の三大退鬼師にはラッキー・呪いのアイテムを持ってるため羨ましがられている。しかし桜子（"ヘラクレス彼女"と表記）が2人から「一番強いだろ」と思われている。
覚醒具は針印刃（しんいんじん）の他、天印椀（てんいんわん）、天印箸（てんいんばし）を持つ。
京野 桜子（きょうの さくらこ）
声 - 三宅健太
愛譚学園高等部家政科1年。16歳。一寸法師に登場した姫の生まれ変わり。
身長182cmで料理上手だが、顔がヤンキーのようでケツアゴであり、男性にしか見えない。しかし友人には優しい。椀野が好きな女性で、身長の低い椀野は、彼女とつり合う男になりたいという。
家政科に在籍しており、料理は得意だが裁縫はあまり得意ではないらしい。彼女曰く「世の中の針が小さい」「一寸の針印刃くらいあれば楽」（持ち主以上に針印刃を持つ姿が似合っている）。また一寸曰く「お料理は天才でお裁縫が壊滅的なだけ」。
同じ家政科に在籍している涼一と、農業科に在籍している清子を尊敬している。
覚醒具・打出の大槌（うちでのおおづち）を持つ（小槌ではない）。

### 鬼
暮内 紅（くれうち こう）
声 - 鳥海浩輔
愛譚学園高等部芸能学科1年。16歳。「泣いた赤鬼」の生まれ変わり。青鬼とは幼馴染。クールで無口が売りの芸能科のトップ。
クールに見えるが実はとても優しい鬼で、人間が大好き。芸能学科に入ったのも、人間と友達になりたかったためである。しかし宵藍が幾度も邪魔をしていたため、小・中と合わせて出来た友達は同じ鬼である裏葉だけであった。モデルになったのは宵藍の薦め。祐喜にかけられた呪いを最初に解いた鬼で、それ以降は一緒にお昼ご飯を食べたりしている。また、呪いを解いたことにより祐喜を全力で守ると決めている。
一寸法師に登場した鬼の生まれ変わりでもあるため、針也からも狙われており、紅が赤鬼と知った時から毎日首を狙われていた。しかし、今度は呪いを解く条件を祐喜から教わった針也からは友達になれと、どちらにせよ追い掛け回されている。
基本的に温厚だが怒ると怖い面もある。
呪いを解く条件（攻略法）は友達になる事。
竜胆 宵藍（りんどう シャオラン）
愛譚学園高等部商業科1年。16歳。紅の幼馴染。「泣いた赤鬼」に登場した「青鬼」の生まれ変わり。優しそうな外見とは裏腹にかなりの理不尽美少女。
彼女は赤鬼である紅が二度と人間に寝返らないように見張る「赤鬼の監視者」。過去に、赤鬼が人間の傍に行くために、青鬼が自分を犠牲にして赤鬼を人間の傍へと行かせるが、他の鬼達からは「仲間を売った」と裏切り者のレッテルを貼られる。しかしその後、人間に裏切られた赤鬼が戻ってきたことにより、青鬼は自分の地位回復のために、赤鬼の監視者を名乗り出る。以後、生まれ変わったすべての代の青鬼は、同じく生まれ変わったすべての代の赤鬼を見張り続けていた。しかし万が一、また寝返ったら、その存在を抹消するということになってしまう。そのため、父親から役目を聞かされた後は、自分が紅を殺さずに済むよう、人と関わりを持たないように、あの手この手で邪魔をしてきた。
しかし宵藍の本当の願いは、紅を鬼側から切り離し、彼を本当に友達と思ってくれる人間の元へ行かせる事。紅を鬼側から切り離した後、紅のいない鬼側にいることは耐えられないために、自分は死ぬつもりだったが、すべてを聞いていた紅と仲直りし、「赤鬼を殺す事」としていた攻略法を「雨の日にカサを貸す事」に変える。祐喜の呪いを解いたあと、紅と共に同じ道を歩むと決意し、生徒会から除籍する。
紅に対しては理不尽な態度を取っているが、紅のポスターなどのグッズも集めているらしく、鬼抹テストの際グッズでおびき出され、その後グッズを持って逃亡した。
柳 裏葉（やなぎ うらは）
声 - 沢城みゆき
愛譚学園高等部声楽科1年。16歳。紅の友達。緑鬼の生まれ変わり。最年少のボーイ・ソプラノのソリスト。
幼稚舎で習う「鬼のパンツ」のモデルとされた（と勘違いしている）鬼の生まれ変わりで、幼稚舎でこの歌を知った時、なんとか忘れようと努力する。しかし同じく幼稚舎で習った祐喜の獣基3人が、毎日夕方の5時きっかりに、逆撫でするかのごとく歌い始めていたため、忘れるどころかそれは学園中に浸透してしまった。
祐喜が転校してきてから、学園の全ての人間があの歌を忘れることが自分をクリア条件だと提示するが「鬼のパンツ」ではなく「鬼のスーツ」という歌ならばいいのではないか、という祐喜の機転のもと彼の呪いを解除する。
一寸と同じくらい背が小さいため、一寸に喜ばれた。ソプラノリストの彼にとって小さいことは声が高く出ることに有利なため、特にコンプレックスとは思っていない。
攻略法（条件）は「鬼のパンツ」の替え歌、「鬼のスーツ」を全校生徒が覚えること。
白峰 涅人（はくほう くりひと）
愛譚学園高等部生徒会長。白い鬼の生まれ変わりで鬼の棟梁。紅などの他の鬼達とは昔から面識があったが、誰1人涅人の昔の姿が思い出せない。面倒見が良かったらしく、紅達にとっては兄のような存在。鴇羽はお兄様と呼ぶくらい慕っている（血は全く繋がっていない）。桃太郎を呪った鬼の1人だが、攻略法や、何の物語の生まれ変わりなのかは不明。プラチナ色の髪と、どこまでも響く風のような声が魅力的な学園の人気者。左目の下にホクロが2つある。
ドジで少し恥ずかしい庇護欲をそそるタイプだが、それが彼の本性なのかは謎。学園に関わる人間全員の顔と名前、学科を暗記しているらしい。
「学園を心から愛しており、その学園を守ることが使命」と言っているが、どこまでが本音なのかも判らない計り知れない人物。
その正体は、双児の兄・白霓から白鬼の座を渡された黒鬼。本来は黒い髪。
樗 桔梗（おうち ききょう）
愛譚学園の芸術学科・漫画専攻1年。「こぶとりじいさん」のモデルになった紫の牛鬼。牛鬼とは牛の頭に蜘蛛の胴体を持つ武闘派の鬼のこと。ひ弱な外見にかかわらず、一寸と桜子を一撃で倒した強者。
漫画専攻なだけあって重度のオタクであるらしく、一寸を入院させたのは、買ったばかりのアニメDVDを、彼がぶつかってきたせいで落としてしまったかららしい。
「BE舞ルリ花」というヒロインアニメに執心で、自分を倒して現実に自分のヒロインとなってくれる人間を捜している。しかし、そういう意味ではまともな感性を持つ祐喜達にとっては「今までで一番対処の仕方が判らない」タイプ。
クリア条件は、「戦いという『舞』を見せて、自分（紫鬼）をねじ伏せ勝つ」こと。要するにガチンコで勝てば良しということらしい。
彼の実力は咲羽をして「俺でも危ない」と言わしめたほどの実力で、クリアはかなり困難と思われたが、祐喜達は自分たちがヒロインアニメのキャラクターのコスプレをする奇策で臨み、紆余曲折の上クリアに成功する。
撫子 鴇羽（なでしこ ときは）
愛譚学園の専門知識修得科1年。16歳。「大工と鬼六」のモデルになった桜鬼の生まれ変わり。歴代の桃太郎をもっとも多く殺して来た「桃花乱壊（とうからんえ）の鬼」。
「言霊使い」であるため攻撃力は低く、獣基が苦手で、咲羽達三人のことを恐がっている。そのため普段はかなりのビビり。また貧乳らしく、宵藍の下着を見た時には「投石機」と誤解していた。
クリア条件は彼女の真名を当てることで、祐喜達はクリアにかなり苦戦した。クリアした際、景品として先代桃太郎から桃鬼への髪止めを鬼美から貰う。真名は「月桃鳥（つき）」。桜鬼は真名を当ててもらうために、代々同じ名前を名乗り続けている。また覚醒夢は自在に選び見ることが出来る。
羊原 こうじ（ひつじはら こうじ）
愛譚学園の普通科1年。祐喜と同じクラスで、干支「未」の生まれ変わり。その名の通りに語尾が「～メェエエ」と間延びする。髪がふわふわで雰囲気も柔らかいため、どことなく癒される。
実は超レアのスーパー「黄金福録獣」。文化祭後、敵性同士の争いに巻き込まれ寮の部屋が破壊され、祐喜と同室になる。天誅をしにきた野槌姉弟と対峙した際、祐喜と契約を結ぶ。
鬼の角がある描写がある（13巻。15巻の登場人物紹介では『鬼』に分類されている）。
白峰 白霓（はくほう しろにじ）
白鬼。鬼の護り手。
白鬼は全てを掌握し、統率するため、成人するまで精神と身体が通常の鬼や人間の倍以上の速さで成長するらしく、彼は歴代のどの白鬼より速く育ち、かしこく強かったという。生まれた時から、だいたいの事（体の動かし方、『力』の使い方、など）は分かっていた。また歴代の鬼達と退鬼師の戦いの全てを白鬼が記憶しており、それを自由に取り出せる。
白鬼はどんな物語の鬼でもなく、一族を束ねて子鬼を導き、歴史に誕生する新しい絵巻をただ見届けて記するのが役目。
しかし「声」が愛譚学園を造り、「いずれやってくる桃太郎と戦わせるためにそこに子鬼を放り込め」と言われ、子鬼を可愛がっていた白霓は「今代の子鬼達に光ある生を」と頼むが、「駄目だ。そんなのオレがつまらねぇだろ？」という返答され、ただのコマと見なされていたことで、「声」から子鬼を守るために謀反する。しかし「声」の依代であった面を割るだけで倒すことは叶わず、涅人に子鬼達を頼み、魂が体から弾かれてしまう。
「声」
　全ての『鬼』を作り、また愛譚学園も造った謎の「声」、つまり本作の黒幕というべき存在。白霓に依代であった面を割られ、白鬼に入れ替わった涅人の中に逃げ込む。その後、白霓から「役目を頼む」と言われた涅人を操っている。その正体は神。退鬼師と鬼の戦いも、彼が面白半分に仕組んだことだった。祐喜を筆頭とする登場人物の不幸の元凶かつ白霓を死に追いやった張本人であり、白峰兄弟からは当然激しく憎まれている。

### 愛譚学園
蟹江くん（かにえくん）
声 - 下和田裕貴
愛譚学園普通科１年。祐喜のクラスの級長を務めている生徒。「サルカニ合戦」のカニの生まれ変わりで、性格は執念深くてねちっこく、猿が大嫌い。運動神経は切れているらしい。
巴に惚れており、警備委員会に入りたがっているのだが、彼はいわゆる「動物組」の生まれ変わりのため入会資格はなく、巴に勧誘されている祐喜を敵視している。
また、巴と祐喜が親しいことに嫉妬している。
巴 悠歌（ともえ ゆうか）
声 - 茅原実里
愛譚学園普通科1年。生まれ変わりのことを知らない一般生徒を守る「警備委員会」の副委員長である女子生徒。学科は普通科で、祐喜と同じクラス。彼女もまた生まれ変わりで、前世は平安時代末期の美女武将「巴御前」。前世が退鬼師である祐喜や椀野を警備委員会に勧誘している。学園に侵入者が現れた時はどこからともなくほら貝を取り出し、愛馬「疾風丸」を呼び、颯爽と侵入者の排除に赴く。
此堀ほおち（ここほり ほおち）
雅彦と同じ学科の男子生徒で彼の友人。「花咲か爺さん」に出てきた犬の生まれ変わり。雅彦と同じ「犬属性委員会」というものに入っている（ついでにメガネもしている）。
葛篭しょう（つづら しょう）
生まれ変わり限定の期末テストの司会と実況を務めた男子生徒。「舌切り雀」の雀の生まれ変わりで、獣基の仮面をつけていた。放送部に所属しており、自称「放送部のおしゃべり雀」。実家は旅館を経営している。
兼行忠信（かねゆき ただのぶ）
国文科三年。前世は巴御前の兄武将で、巴から「お兄様」と呼ばれている。「警備委員会」の会長。愛馬は「迅雷丸」。優しくて厳しい男子生徒。
野槌鐘女（のづち かなめ）
体育科三年。「金太郎」の生まれ変わりの小柄な女性。覚醒具は（分かっているもので）「錫杖形」、「金剛形」、「まさかり形」、「朱墨形」が存在する。
笑男が力を使わないと「蛇蟲獣」の力に押しつぶされてしまうため、常に「敵」を作っている。祐喜が愛譚学園にとって害が無いと判断した後は、「校内器物破損損壊罪」一位の樗桔梗を倒すことに専念することにした。
無表情で口数も少ないが、優しい一面もある。
野槌笑男（のづち みお）
体育科一年。干支「巳」の生まれ変わり。鐘女と契約した「蛇蟲獣」。力を使わないと「蛇蟲獣」の力に押しつぶされてしまうため鐘女と共に常に「敵」をつくる。
姉である鐘女をヒーローと敬愛する反面、咲羽とは仲が悪い模様。
高円寺先生（こうえんじせんせい）
祐喜のクラスの担任と同時に、祐喜と咲羽の叔父。高猿寺家家長の長男で、今は猿の獣基の分家にあたる。分家なので名字から「猿」の字が抜かれている。姉が2人おり、その2人はそれぞれ祐喜と咲羽の母。生まれ変わりについても認知している。
機 美鶴（はたみつる）
家政科担当の先生で、涼一の裁縫の師匠。「鶴の恩返し」の鶴の生まれ変わりで、弟子である川原涼一と共に現代最高の縫術師の称号を所持している。その称号に恥じない裁縫術を持ち、凄まじいスピードで縫い物をしていくので生徒が少しわからないのが難点。顔は簡略化されたようなデザインである。咲羽の携帯桃太郎の絵本の挿絵のばあさんの顔とそっくり。
暦先生（こよみせんせい）
社会科主任。
円周 率（えんしゅう りつ）
理数科主任。
猛ヶ丘 勇（たけるがおか いさむ）
体育科主任。
華小金井 文子（はなこがねい ふみこ）
国文科主任。
凪（なぎ）
声 - 関俊彦
愛譚学園の購買部の店長さん。メガネをかけていて、いつも笑顔を絶やすことのない物腰の丁寧な男性。しかし優しげな外見とは裏腹に、愛譚学園の裏の事情も把握しており、覚醒具の販売や修理等も行っている。購買部に訪れるお客様には、たとえどんな方でも、どんな状況であってもツッコまないのがプロの商人というものらしい。咲羽たちが言うには全然老けていないらしい。瓜二つの姉、萩がいる。首元に薔薇の刺青らしきものがある。年齢不詳であり、学生たちには「このおっさん老けない」と言われている。

### 国際科
フレイア＝アイン
「白雪姫」の生まれ変わりで、普段は国際科の生徒のみが行くことができる異世界「ブラックアウト・ワールド」に残っており、惚れっぽい恋愛オンチの同じ学科の生徒たちが連れ込んだ他の学科の生徒たちを元の世界へ帰還させている。異世界は危険であるため、常時ミリタリー装備。そのため初めて訪れた祐喜を圧巻させた。普段は小人達とバンド（パンク系）をやっている。
他の姫の生まれ変わりは苦労して王子と結ばれるのに対し、自分はキスひとつだけで王子と結ばれることに疑問を持っている。しかし、相手であるエイス王子のことはとても大切に思っており、いつも違う女生徒に媒体を渡す彼の考えが読めなかったが、それが自分に会うためだとわかった時は顔を赤らめていた。
名前のフレイアは「炎」の意味で、意味通り勝気で男前な性格。しかし恋愛観は少々古く、付き合いの第一歩は交換日記かららしい。
パトリシア＝レヴィ
「親指姫」の生まれ変わりで、愛称は「パティ」。シンデレラとは幼少期に出会ったときからの友人で、彼女の本名を知る数少ない一人。お供にツバメの獣基がおり、「お嬢様」と呼ばれている。
一寸のミニマム加減から媒体（花）を渡すも、ツバメが雪代に負けてしまったために諦める。
物語のヒキガエルに追いかけられて川に流されていたところをシンデレラに助けられる。王子を待つだけではネガティブなのと変わらない、自分から見つけに行こうとシンデレラを前向きにさせた。
ショコラ＝レッフェル
「シンデレラ」の生まれ変わり。物語通りの不幸ぶりで、少々人間不信気味。しかし、同じ物語の生まれ変わりである継母達を10年かけて従えた不屈の精神の持ち主。普段は非常に顔が怖いが、素顔は美少女。家事が得意。脚力もある。祐喜に媒体（ガラスの学生靴）を渡した。
祐喜達を巻き込んだ者の中で一番しつこく恋人になれと迫るも、祐喜に「友達になろう」と言われた時は、恋人はいつでも作れるが、友達は一生ものだとして、祐喜と友達になった。その後休んで難を逃れていた雅彦がガラスの靴を拾ったことで彼をターゲットにした。なお、本名は両親と担任以外ではパトリシアと祐喜のみが知る（他の国際科生徒は「シンデレラ」としか知らない）。いつもネズミを連れており、このネズミも普段の彼女と同じ顔をしている。このネズミとは会話が可能らしい。
普段から迫力満点の顔であるためか、体育祭の騎馬戦ではこれを利用し、屈強な農業科騎馬部隊を圧倒する。
名前のレッフェルはドイツ語で「スプーン」の意味を持ち、甘さがスプーン1杯分しかないことに由来するが、それどころか素顔がスプーン1杯分しか出なかったことのほうが意味合いが強いらしい。
エイス
白雪姫に登場する王子の生まれ変わりで、フレイアの恋人。異世界に残り続けるフレイアに会うために毎年媒体（毒リンゴ）を他の学科の女生徒に渡して、共に異世界に渡り、彼女の様子を見ていた。
名前の意味は「氷」だが、フレイアに対しては熱い思いを秘めている。
魔女
フレイアの母親にして、西洋のおとぎ話に登場するすべての魔女の生まれ変わり。国際科の担任。フレイアが異世界に残り続けることを心配していたが、そもそもの原因は彼女が年齢一桁の娘に「キスした相手と結ばれる」と言ったことが原因。本人は年々美しくなる娘に対して、早く結婚して出ていけと言い募るが、フレイアとの仲は「ケンカするほど仲がいい」関係。
人魚姫
「人魚姫」の生まれ変わりだが、性別逆転組のために男。咲羽をターゲットにしたが逆に撃退され、祐喜達を連れ戻すためにいろいろ協力させられた。その後、雅彦をターゲットにするも、シンデレラも雅彦をターゲットにしているため、ライバル関係になる。

## 用語
生まれ変わり（うまれかわり）
歴史的な著名人や、日本昔話などに出てくる登場人物やそのモデルとなった人、もしくは動物たちを前世に持つ人たちのこと。大まかに分けて2つあり、祐喜や椀野などは「人間組」と呼ばれ、咲羽・雪代・雅彦などの獣基と動物の血を引く者は「動物組」と呼ばれている。なお、桃太郎の祖父母のように性別が逆転して生まれた人のことは「男女逆転組」と呼ばれる。
この生まれ変わりについては一般の生徒は認識しておらず、覚醒までに時間がかかるという場合もある（祐喜はリミットまであと2年という時に覚醒）。
獣基（じゅうき）
生まれ変わりの「動物組」の中でも、主人を持ち、戦う力を有する者達のことを言う。
それぞれの生まれ変わりを模した仮面の覚醒具をもち、幼少期から高い身体能力を持っている。何の動物かによって特出した力を持ち、例えば祐喜の獣基である雪代は「飛行形」、雅彦は「感覚形」と呼ばれる。
彼らは世襲制で、覚醒してからは全力で自分達の主を探し続けるが、ある代は見つけることができず、またある代は見つけても力が及ばずに、鬼の呪いで散ってしまうこともあった。その度に彼らは涙を流し、次の代こそはとより強い血を残すことに専念してきたという。
また、彼ら獣基たちの出生率は大変低く、通常はその家に一人生まれれば良いほうである。その例外が猿の家系とネズミの家系である。
覚醒具（かくせいぐ）
自分が生まれ変わりだと覚醒した時に、購買部の凪から購入する特別な品物。獣基達は仮面の形をした覚醒具で、生まれ変わりはそれぞれの前世に関連する覚醒具を持つ。中でも高位の覚醒具は力の高さにより、核を具現化させることができる。祐喜の鬼美弾護も、高位の覚醒具の一つ。
獣基達は仮面を被ることで能力を発揮するが、生まれ変わりの覚醒具は能力発動時に形を変える（椀野の覚醒具は発動時には大きな針となる）。
鬼（おに）
桃太郎や一寸法師に出てきた鬼（正確にはそのモデル）のことで、赤鬼の紅や緑鬼の裏葉のこと。様々な色の鬼の生まれ変わりは、その世代に一人しか生まれないため、呪いをかけた鬼は他の誰かにも呪いをかけているということになる。また、彼ら鬼の呪いを解く方法は2種類あり、一つはその鬼ごとに決まった条件をクリアして、鬼に呪いを解くこと。もう一つは鬼自身を殺して呪いを解く事。
彼ら鬼には血のブロックというものがあり、仲間の鬼のことについての情報を提供することはできないようになっている。呪いを解いてほしい本人が気づくと、そのブロックが解かれて、ようやく喋れるというものである。
愛譚学園（あいたんがくえん）
物語の舞台となる、愛譚市の中央の高台に建設された巨大学園都市。幼稚舎から大学院まであり、選び抜かれた生徒・教員関係者合わせて1万5000人のマンモス校。様々な学科の校舎や、広大な土地を収容し、なおかつテーマパークやデパートなどの娯楽施設や、生徒の寮までをも完備。各学科のための校舎や、農業地なども有しており、建設には政府すらも協力して数十年前から開発が行われ、16年前に完成となった名門校。様々な人間が在籍しており、数多くの歴史的な人物の生まれ変わりが在籍している。有名人なども在籍しているのだが、雑誌などの取材許可は一切下りず、侵入しようものならば、すぐさま排除が行われるという謎の学校。ただし、この学園内の一般生徒は2タイプの「生まれ変わり」の事を一斉認知していない。
その正体は、現代の「鬼ヶ島」。鬼が守り、鬼が治める場所。
この学園の生徒は皆順応性が高く、祐喜のクラスの生徒は祐喜の体質を個性だと認めており、彼に来るトラブルも難なくすり抜けている。そして自分達に害がなければ、どんな騒動でも楽しんでいる図太い神経の持ち主たち。
- 現在判明している学科
  - 普通科
  - 国文科
  - 理数科
  - 体育科
  - 芸能科
  - 工業科
  - 家政科
  - 農業科
  - 商業科
  - 音楽科…声楽科
  - 社会科
  - 国際科
  - 専門知識修得科
  - 民俗学伝承学科
  - 帝王学科
  - 芸術学科…漫画専攻
  - 写真科
  - 建築科
  - 医療科
  - 生物科

専門知識修得科（せんもんちしきしゅうとくか）
通称「専科」。呪術師や薬師の血を引く一族の子が多く所属している学科。普段は何をしているか怪しい学科。鬼抹テストでは宵藍そっくりトリモチ人形を提供。雅彦が祐喜のトラブル吸引体質を2時間だけ引き受けた際に訪れる。期末テストの体育科との合同テストでは少々危ない火気なども作っていた。生徒は全員尖ったマスクをつけており、教室の内装も少々変わっている。
民俗学伝承学科（みんぞくがくでんしょうがっか）
愛譚学園でも幻の学科と言われている学科。古来「妖怪」と呼ばれたものたちの子孫が在籍している学科で、期末テスト時期に一部の一般生徒が記憶をなくすという噂は、彼らの期末テストの対象に選ばれたからであった。在籍者が妖怪の子孫だけあって、全員人間とは少し離れた外見をしている（猫耳、尖った耳など）。
帝王学科（ていおうがっか）
通称「セレブ科」。大会社の息子や華族の令嬢など、身分の高い上流階級出身の生徒が在籍している科。金持ちの生徒だけに、皆口調がすごい（盆踊りを盆ダンスなど）。
国際科（こくさいか）
その科に属する生徒全員が「西洋のお伽噺」（例：白雪姫、シンデレラなど）の生まれ変わりという学科。特徴として、生徒のほぼ全員が非常に惚れっぽい性格をしている。
愛譚学園を一定期間離れる時期があるらしく、帰ってくるとそれぞれの物語におけるキーアイテム（例：シンデレラの『ガラスの靴』、白雪姫の『毒リンゴ』など）を他の学科の生徒にわざと拾わせたり受け取らせたりする。そして不可抗力的にそのアイテムを受け取ってしまった生徒を自分の『王子』『姫』に認定してしまう。
そのアイテム類は『媒体』と呼ばれ、受け取った生徒は国際科生徒が歌う『歌』によって別世界に飛ばされてしまう。被害を受けた生徒は貰ってしまったアイテムを持ち主の国際科生に返さないかぎり元の世界には帰れない。しかし、『媒体』を持ち主に返す行為（例：シンデレラにガラスの靴を返す）は、問答無用でカップル成立を意味するという仕組みを伴っている。おそらくブラムクアウト・ワールドに送ってもエイス王子が元の世界に戻しているため、カップル成立せず毎年被害者が出ていると思われる。
今年度被害を受けた生徒は、判っている範囲では祐喜、一寸、雪代の3人。祐喜はシンデレラに『ガラスの学生靴』を、一寸は親指姫に『花』を、雪代は白雪姫の『毒リンゴ』を渡されている。なお、雪代は毒入りであるはずのリンゴをしっかり食べていたが、別に何とも無かった模様。
異世界「ブラックアウト・ワールド」
国際科の生徒たちが支配する裏の世界。それぞれの媒体を渡した相手をこの世界に送り込み、自分たちの恋を成就させるためにいろいろな罠を仕掛けている。
通常生徒たちは普段媒介なしではこの世界に訪れることも残ることもできないが、魔女の実子である白雪姫のみは特例でこの世界に居残ることを許されており、彼女は毎年度媒介を渡された相手を元の世界に送り返している。相手が複数に対し彼女は部下である7人の小人を含む計8人という少数精鋭のため、毎年苦労している。
生徒会
鬼の生まれ変わりが委員を務めている生徒会。生徒会室は一般在籍者、及び一般教員が立ち入りを禁じられている海の真ん中に聳え立っている塔。呪いを解いていない鬼達が集い、かつては紅・裏葉・宵藍・桔梗も所属していた。呪いを解除すると、生徒会からは除名となる。
集会の際には白を基調とした生徒会専用制服（バトル・ドレス）を着用している。
パレード
雪代、咲羽、雅彦の3人が幼い頃から行っているもの。幼稚舎で習った「鬼のパンツ」の歌を毎日5時きっかりに歌って踊りながら行進し、鬼をおびき寄せるというもので、学園では時計代わりに浸透している。効き目はなかったと思われたが、自分のことだと勘違いしている裏葉にだけは効果があった（それでも3人に知られないように紅に止められていたが）。
現在は裏葉のクリア条件のため、「鬼のスーツ」という歌でパレードしている。
立体重量ドッヂボール
体育科名物の特殊なドッヂボール。使うのは普通のソフトボールなどではなくボウリングの球。体育科の人間は普通にこれを片手で投げ合い、取り、ぶつけ合っている。トラブル吸引体質の祐喜の教室に、このボールが飛んできたこともあり。
期末テスト
普通の学校、及び中間テストと違い、独自の路線と内容を持つ学科別のテスト。日程も学科ごとに違い、始まりもバラバラ。なお、複数の学科での合同テストもある。
祐喜が初めて受けた1学期期末テストの内容は以下の通り（漫画に描かれたもののみ表記）。
普通科・帝王学科：創作ダンス
普通科のペアと帝王学科のペアがそれぞれ『競技ダンス』と『盆踊り』を教え合って（衣装も貸し合う）点数を競う。祐喜のペア相手は巴さん。彼の体質上並の相手に務まらなかった（相手のヒールが折れる等）。
体育科・専門知識習得科：クラス対抗合戦？
体育科と、頭にそれぞれ違った点数が書かれた紙を貼った専科の生徒との合戦。専科は発火符とオリジナル火薬の爆弾を付けたものを体育科に投げ、体育科はそれを避けつつ専科の生徒の紙を剥がしにかかる。漫画では咲羽が余裕で100点の紙をゲットしていた。
国文科・声楽科：漢文楽譜制作？
国文科1名、声楽科1名がペアを組み、漢文の歌を楽譜に直す。裏葉は雪代と組もうとしたが、同じく国文科の一寸にペアを申し込まれ、そのときの「自分と同じく小さい奴」及び「脱・ミクロンズ」発言に激怒した。
普通科・家庭科：ケーキ作り
普通科数名のグループが作るケーキで点数を付ける。祐喜のグループは桜子さんに貰ったレシピ通り作ろうとしたが、オーブンが爆発したため似ても似つかぬものになった。タイトルは『ふくれたカニ』。爆発したケーキの外見が怒った蟹江君そっくりだったため。なお、味は良好だった模様。
理数科・芸能科：自己アピール？
理数科一名、芸能科一名がペアを組み、理数科が解いた問題の答えと同じ数字のファッションアイテムを探し出し、芸能科に着せ、芸能科は自分のスター性をアピールするというもの。雅彦は紅とペアを組んでいたが、ベルトの問題のみを間違えてしまうも、紅は自分のプロ根性とカリスマオーラで満点を得るが、雅彦は減点だったという。単行本5巻のおまけページにて登場した。
生まれ変わり限定：鬼抹テスト
読んで字のごとく、鬼を抹殺すると書いて鬼抹テスト。生まれ変わり限定の期末テストは毎回あるが、今回は特別にこの名前が付いたらしい。内容は「逆かくれんぼ」。本物の鬼である紅・裏葉・宵藍の3人の鬼がどこかに隠れ、生まれ変わり達がそれを探して捕まえるというもの。
なお、1学期の生まれ変わり限定期末テストでは、高得点を取った生徒の担任は夏のボーナスがアップすることになっており、そのため生徒のやる気をあるために毎回素晴らしい特典が付く。雪代は以前違うテストで「夏休みの宿題総て免除」というものを貰ったらしい。教師達はボーナス云々の真実を隠し通しているつもりらしいが、妙に体調を気遣ったりしてくるため、生徒達の中でボーナスの件を知らない者はいない。
強化合宿（きょうかがっしゅく）
休みごとに行われる獣基・生まれ変わり限定の合宿。十二支の名前を持つ12の獣基一族が持ち回りで開催している。獣基と生まれ変わり別々に訓練を行い、生まれ変わり組は基礎中の基礎である「五感」の訓練を行う。2泊3日の合宿であり、最終日には合同訓練などが行われる。祐喜が初参加した時の最終日は「鬼ごっこ」が行われ、祐喜は「視覚」を覚醒させた。

## ドラマCD
- 桃組プラス戦記〜鬼と血の覚醒ノ章〜
- 桃組プラス戦記〜愛譚学園放送部・わが君へ贈る「DJジャック」ノ章〜
- 桃組プラス戦記 ドラマCD〜犬の戌たる奮闘記ノ章〜
- 桃組プラス戦記2〜譲りと会遇ノ章+学園・童諍いノ章〜

## 書誌情報
- 左近堂絵里『桃組プラス戦記』角川書店→KADOKAWA〈あすかコミックス〉、既刊23巻（2024年3月23日現在）
  1. 2006年2月17日発売[5]、ISBN 4-04-925022-5
  2. 2006年9月16日発売[6]、ISBN 4-04-925034-9
  3. 2007年5月17日発売[7]、ISBN 978-4-04-925045-9
  4. 2008年1月17日発売[8]、ISBN 978-4-04-925056-5
  5. 2008年7月17日発売[9]、ISBN 978-4-04-925061-9
  6. 2009年2月17日発売[10]、ISBN 978-4-04-925067-1
  7. 2009年11月24日発売[11]、ISBN 978-4-04-925070-1
  8. 2010年3月24日発売[12]、ISBN 978-4-04-925071-8
  9. 2010年12月24日発売[13]、ISBN 978-4-04-925075-6
  10. 2012年3月24日発売[14]、ISBN 978-4-04-925077-0
  11. 2013年8月24日発売[15]、ISBN 978-4-04-120759-8
  12. 2014年8月23日発売[16]、ISBN 978-4-04-102098-2
  13. 2015年1月24日発売[17]、ISBN 978-4-04-102855-1
  14. 2015年8月24日発売[18]、ISBN 978-4-04-103574-0
  15. 2016年3月24日発売[19]、ISBN 978-4-04-104093-5
  16. 2016年12月24日発売[20]、ISBN 978-4-04-104786-6
  17. 2017年10月24日発売[21]、ISBN 978-4-04-106009-4
  18. 2018年6月23日発売[22]、ISBN 978-4-04-107039-0
  19. 2019年2月23日発売[23]、ISBN 978-4-04-107893-8
  20. 2019年12月10日発売[24]、ISBN 978-4-04-108768-8
  21. 2021年5月24日発売[25]、ISBN 978-4-04-111444-5
  22. 2022年9月24日発売[26]、ISBN 978-4-04-113154-1
  23. 2024年3月23日発売[27]、ISBN 978-4-04-114597-5
- 左近堂絵里『桃組プラス戦記イラスト集「八彩」』KADOKAWA、2016年2月19日発売[28]、ISBN 978-4-04-103613-6